# Estación Vallenar
Vallenar fue una estación de ferrocarril que se hallaba dentro de la ciudad homónima, en la Región de Atacama de Chile. Fue parte del Longitudinal Norte y del ramal Huasco-Vallenar y actualmente se encuentra inactiva, aun cuando sus vías siguen siendo utilizadas para el transporte de carga por parte de Ferronor.

## Historia

### SigloXIX
La estación —ubicada a una altitud de 373 m s. n. m.— fue construida inicialmente como parte del ferrocarril que conectaría las localidades de Huasco y Vallenar, siendo dicha obra llevada a cabo entre 1889 y 1894. En 1913 la estación pasó a ser cabecera del pequeño ramal construido por el Howard Syndicate y que corría hacia el este de la ciudad, alcanzando el sector de Pedro León Gallo.

### SigloXX
Luego de la destrucción provocada por el terremoto de Vallenar de 1922, en 1923 fue reparada en su totalidad el edificio principal de la estación. Además, con la llegada de las locomotoras Mikado fue necesario ensanchar la tornamesa existente de 15,1 m. a 17,2 m., así como la construcción de un triángulo de inversión en el empalme del ramal a Huasco; también se instaló una cañería desde la red de agua potable para alimentar a las máquinas Mikado.
A inicios de los años 1960 fue construido un nuevo edificio para la estación, que se mantiene actualmente en pie y que posee líneas arquitectónicas modernas.
La estación dejó de prestar servicios cuando el Longitudinal Norte suspendió el transporte de pasajeros en junio de 1975. El edificio que albergaba a la estación actualmente se mantiene en pie y en buen estado de conservación, y sus vías y patios actualmente son utilizados por Ferronor, propietaria del trazado de la antigua Red Norte de la Empresa de los Ferrocarriles del Estado.

### SigloXXI
En octubre de 2016, un incendio de escala comunal afectó la antigua estación de trenes y sus inmediaciones, alcanzando una superficie cercana a 10 hectáreas.